# Cúp bóng đá nữ châu Đại Dương 2022
Cúp bóng đá nữ châu Đại Dương 2022 (tiếng Anh: 2022 OFC Women's Nations Cup) là mùa giải lần thứ 12 của Cúp bóng đá nữ châu Đại Dương (còn được gọi là Giải vô địch bóng đá nữ châu Đại Dương), giải vô địch bóng đá nữ quốc tế do Liên đoàn bóng đá châu Đại Dương (OFC) tổ chức cho các đội tuyển quốc gia nữ của khu vực châu Đại Dương. Ban đầu, lịch thi đấu dự kiến từ tháng 7 đến tháng 8 năm 2022, nhưng đã được chuyển sang tháng 1 và tháng 2 để phù hợp với những thay đổi đối với lịch thi đấu các trận đấu quốc tế nữ của FIFA. Vào ngày 4 tháng 3 năm 2021, OFC thông báo rằng lịch thi đấu đã bị lùi lại do ảnh hưởng của đại dịch COVID-19 và vào ngày 29 tháng 4 năm 2022, Fiji thông báo rằng sẽ tổ chức giải đấu từ ngày 13 đến ngày 30 tháng 7.
Giải đấu sẽ đóng vai trò là vòng loại của châu Đại Dương cho Giải vô địch bóng đá nữ thế giới 2023 tại Úc và New Zealand. Với việc New Zealand đã tự động đủ điều kiện tham dự World Cup với tư cách đồng chủ nhà, họ sẽ không tham dự giải đấu. Đội vô địch sẽ giành quyền tham dự vòng play-off liên lục địa.
New Zealand là đương kim vô địch, nhưng họ không tham dự giải đấu lần này. Papua New Guinea, đã đánh bại trước đội chủ nhà Fiji với tỉ số 2–1, giành chức vô địch lần đầu tiên của giải đấu và lọt vào vòng play-off liên lục địa.

## Thể thức
Thể thức của giải đấu sẽ bao gồm vòng bảng với 9 đội chơi ở 3 bảng, mỗi bảng 3 đội, với hai đội đứng đầu mỗi bảng cộng với hai đội đứng thứ ba có thành tích tốt nhất sẽ vào tứ kết. Fiji được chọn làm chủ nhà vào tháng 4 năm 2022.
New Zealand sẽ không tham gia vì suất dự World Cup của họ đã được đảm bảo. Samoa thuộc Mỹ không thể tham gia do các vấn đề đang diễn ra từ đại dịch.

## Địa điểm
Tất cả trận đấu được tổ chức ở Sân vận động Quốc gia ANZ tại Suva.
| Suva | Suva                      |
| ---- | ------------------------- |
| Suva | Sân vận động Quốc gia ANZ |
| Suva | Sức chứa: 4.300           |
| Suva |                           |

## Bốc thăm
Lễ bốc thăm vòng bảng diễn ra vào ngày 10 tháng 5 với các đội được xếp vào nhóm hạt giống dựa trên bảng xếp hạng FIFA ngày 25 tháng 3.
| Nhóm 1                                         | Nhóm 2                                                       | Nhóm 3                                               |
| ---------------------------------------------- | ------------------------------------------------------------ | ---------------------------------------------------- |
| Papua New Guinea (49) · Fiji (67) · Tonga (92) | Nouvelle-Calédonie (99) · Quần đảo Cook (104) · Tahiti (105) | Samoa (111) · Quần đảo Solomon (119) · Vanuatu (121) |

## Trọng tài
Vào ngày 12 tháng 7 năm 2022, OFC đã thông báo danh sách các trọng tài của giải đấu.
Trọng tài
- Torika Delai
- Anna-Marie Keighley
- Beth Rattray
- Shama Maemae
- Delvin Joel

Trợ lí trọng tài
- Adi Gadolo
- Jemima Rao
- Allys Clipsham
- Sarah Jones
- Heloise Simons
- Stephanie Minan
- Maria Salamasina
- Natalia Lumukana
- Vaihina Teura
- Lata Kaumatule
- Feliuaki Kolotau

## Vòng bảng

### Bảng A
| VT | Đội           | ST | T | H | B | BT | BB | HS | Đ | Giành quyền tham dự |
| -- | ------------- | -- | - | - | - | -- | -- | -- | - | ------------------- |
| 1  | Samoa         | 2  | 2 | 0 | 0 | 3  | 0  | +3 | 6 | Tứ kết              |
| 2  | Quần đảo Cook | 2  | 0 | 1 | 1 | 1  | 2  | −1 | 1 | Tứ kết              |
| 3  | Tonga         | 2  | 0 | 1 | 1 | 1  | 3  | −2 | 1 | Tứ kết              |

| Samoa                       | 2−0                            | Tonga |
| --------------------------- | ------------------------------ | ----- |
| - Fischer 28' - Stewart 70' | Chi tiết (FIFA) Chi tiết (OFC) |       |

| Tonga       | 1−1                            | Quần đảo Cook |
| ----------- | ------------------------------ | ------------- |
| - Swift 72' | Chi tiết (FIFA) Chi tiết (OFC) | - Davison 49' |

| Quần đảo Cook | 0−1                            | Samoa         |
| ------------- | ------------------------------ | ------------- |
|               | Chi tiết (FIFA) Chi tiết (OFC) | - Stewart 14' |

### Bảng B
| VT | Đội              | ST | T | H | B | BT | BB | HS | Đ | Giành quyền tham dự |
| -- | ---------------- | -- | - | - | - | -- | -- | -- | - | ------------------- |
| 1  | Papua New Guinea | 2  | 2 | 0 | 0 | 5  | 2  | +3 | 6 | Tứ kết              |
| 2  | Tahiti           | 2  | 0 | 1 | 1 | 1  | 2  | −1 | 1 | Tứ kết              |
| 3  | Vanuatu          | 2  | 0 | 1 | 1 | 1  | 3  | −2 | 1 |                     |

| Vanuatu       | 1−3                            | Papua New Guinea                     |
| ------------- | ------------------------------ | ------------------------------------ |
| - Keletia 72' | Chi tiết (FIFA) Chi tiết (OFC) | - Kaipu 35' - Padio 75' - Yandin 79' |

| Papua New Guinea                  | 2−1                            | Tahiti                |
| --------------------------------- | ------------------------------ | --------------------- |
| - Padio 28' (ph.đ.) - Gunemba 83' | Chi tiết (FIFA) Chi tiết (OFC) | - Tamarii 90' (ph.đ.) |

| Tahiti | 0–0                            | Vanuatu |
| ------ | ------------------------------ | ------- |
|        | Chi tiết (FIFA) Chi tiết (OFC) |         |

### Bảng C
| VT | Đội                | ST | T | H | B | BT | BB | HS | Đ | Giành quyền tham dự |
| -- | ------------------ | -- | - | - | - | -- | -- | -- | - | ------------------- |
| 1  | Fiji (H)           | 2  | 1 | 1 | 0 | 4  | 2  | +2 | 4 | Tứ kết              |
| 2  | Quần đảo Solomon   | 2  | 0 | 2 | 0 | 3  | 3  | 0  | 2 | Tứ kết              |
| 3  | Nouvelle-Calédonie | 2  | 0 | 1 | 1 | 3  | 5  | −2 | 1 | Tứ kết              |

| Quần đảo Solomon   | 1−1                            | Fiji        |
| ------------------ | ------------------------------ | ----------- |
| - Pegi 37' (ph.đ.) | Chi tiết (FIFA) Chi tiết (OFC) | - Kumar 22' |

| Fiji                              | 3−1                            | Nouvelle-Calédonie |
| --------------------------------- | ------------------------------ | ------------------ |
| - Hussein 4' - Diyalowai 45', 56' | Chi tiết (FIFA) Chi tiết (OFC) | - Pahoa 90'        |

| Nouvelle-Calédonie | 2−2                            | Quần đảo Solomon           |
| ------------------ | ------------------------------ | -------------------------- |
| - Neporo 73', 78'  | Chi tiết (FIFA) Chi tiết (OFC) | - Gogoni 15' - Maefiti 85' |

### Xếp hạng các đội đứng thứ ba
| VT | Bg | Đội                | ST | T | H | B | BT | BB | HS | Đ | Giành quyền tham dự |
| -- | -- | ------------------ | -- | - | - | - | -- | -- | -- | - | ------------------- |
| 1  | C  | Nouvelle-Calédonie | 2  | 0 | 1 | 1 | 3  | 5  | −2 | 1 | Tứ kết              |
| 2  | A  | Tonga              | 2  | 0 | 1 | 1 | 1  | 3  | −2 | 1 | Tứ kết              |
| 3  | B  | Vanuatu            | 2  | 0 | 1 | 1 | 1  | 3  | −2 | 1 |                     |

1. 1 2  Điểm kỷ luật: Tonga 0, Vanuatu –3.

## Vòng đấu loại trực tiếp

### Sơ đồ
|  | Tứ kết               | Tứ kết            |                   |       | Bán kết       | Bán kết       |  |  | Chung kết | Chung kết |
|  |                      |                   |                   |       |               |               |  |  |           |           |
|  | 23 tháng 7 – Suva    |                   |                   |       |               |               |  |  |           |           |
|  |                      |                   |                   |       |               |               |  |  |           |           |
|  | Samoa                | 4                 |                   |       |               |               |  |  |           |           |
|  | Samoa                | 4                 | 27 tháng 7 – Suva |       |               |               |  |  |           |           |
|  | Nouvelle-Calédonie   | 2                 |                   |       |               |               |  |  |           |           |
|  | Nouvelle-Calédonie   | 2                 | Samoa             | 0     |               |               |  |  |           |           |
|  | 23 tháng 7 – Suva    |                   | Samoa             | 0     |               |               |  |  |           |           |
|  |                      | Papua New Guinea  | 3                 |       |               |               |  |  |           |           |
|  | Papua New Guinea (p) | Papua New Guinea  | 3                 | 3 (3) |               |               |  |  |           |           |
|  | Papua New Guinea (p) |                   | 30 tháng 7 – Suva | 3 (3) |               |               |  |  |           |           |
|  | Tonga                | 3 (2)             |                   |       |               |               |  |  |           |           |
|  | Tonga                | 3 (2)             | Papua New Guinea  | 2     |               |               |  |  |           |           |
|  | 24 tháng 7 – Suva    |                   | Papua New Guinea  | 2     |               |               |  |  |           |           |
|  |                      | Fiji              | 1                 |       |               |               |  |  |           |           |
|  | Fiji                 | Fiji              | 1                 | 2     |               |               |  |  |           |           |
|  | Fiji                 | 27 tháng 7 – Suva |                   | 2     |               |               |  |  |           |           |
|  | Quần đảo Cook        | 0                 |                   |       |               |               |  |  |           |           |
|  | Quần đảo Cook        | 0                 | Fiji              | 3     |               |               |  |  |           |           |
|  | 24 tháng 7 – Suva    |                   | Fiji              | 3     |               |               |  |  |           |           |
|  |                      | Quần đảo Solomon  | 1                 |       | Tranh hạng ba | Tranh hạng ba |  |  |           |           |
|  | Tahiti               | Quần đảo Solomon  | 1                 | 0     | Tranh hạng ba | Tranh hạng ba |  |  |           |           |
|  | Tahiti               |                   | 30 tháng 7 – Suva | 0     |               |               |  |  |           |           |
|  | Quần đảo Solomon     | 1                 |                   |       |               |               |  |  |           |           |
|  | Quần đảo Solomon     | 1                 | Samoa             | 1 (5) |               |               |  |  |           |           |
|  |                      |                   |                   |       |               |               |  |  |           |           |
|  | Quần đảo Solomon (p) | 1 (6)             |                   |       |               |               |  |  |           |           |
|  | Quần đảo Solomon (p) | 1 (6)             |                   |       |               |               |  |  |           |           |

### Các trận đấu

#### Tứ kết
| Samoa                                   | 4–2                            | Nouvelle-Calédonie  |
| --------------------------------------- | ------------------------------ | ------------------- |
| - Fischer 37' - Stewart 51', 84', 90+7' | Chi tiết (FIFA) Chi tiết (OFC) | Uregei 45+1', 90+6' |

| Papua New Guinea                     | 3–3 (s.h.p.)                   | Tonga                                              |
| ------------------------------------ | ------------------------------ | -------------------------------------------------- |
| - Padio 63', 99' - Guneba 70'        | Chi tiết (FIFA) Chi tiết (OFC) | - D. Vaka 29' - Loto'aniu 44', 109'                |
| Loạt sút luân lưu                    |                                |                                                    |
| - Bauelua - Padio - Gunemba - Morris | 3–2                            | - Loto'aniu - D. Vaka - La'akulu - L. Vaka - Siale |

| Fiji                                | 2–0                            | Quần đảo Cook |
| ----------------------------------- | ------------------------------ | ------------- |
| - Diyalowai 22' - Tamanitoakula 74' | Chi tiết (FIFA) Chi tiết (OFC) |               |

| Tahiti | 0–1                            | Quần đảo Solomon |
| ------ | ------------------------------ | ---------------- |
|        | Chi tiết (FIFA) Chi tiết (OFC) | - Maefiti 38'    |

#### Bán kết
| Samoa | 0–3                            | Papua New Guinea                 |
| ----- | ------------------------------ | -------------------------------- |
|       | Chi tiết (FIFA) Chi tiết (OFC) | - Yanding 44' - Gunemba 48', 79' |

| Fiji                                 | 3−1                            | Quần đảo Solomon |
| ------------------------------------ | ------------------------------ | ---------------- |
| - Nasau 14', 28' - Tamanitoakula 83' | Chi tiết (FIFA) Chi tiết (OFC) | - Pegi 11'       |

#### Tranh hạng ba
| Samoa                                                     | 1–1 (s.h.p.)                   | Quần đảo Solomon                              |
| --------------------------------------------------------- | ------------------------------ | --------------------------------------------- |
| Fischer 16'                                               | Chi tiết (FIFA) Chi tiết (OFC) | David 40'                                     |
| Loạt sút luân lưu                                         |                                |                                               |
| - Soifua - Moa - Uluvili - Tuatagaola - Fischer - Stevens | 5–6                            | - Pegi - Saepio - Solo - Nari - Maefiti - Joe |

#### Chung kết
Đội thắng sẽ giành quyền tham dự vòng play-off liên lục địa.
| Papua New Guinea          | 2–1                            | Fiji      |
| ------------------------- | ------------------------------ | --------- |
| - Gunemba 18' - Padio 28' | Chi tiết (FIFA) Chi tiết (OFC) | Nasau 42' |

## Cầu thủ ghi bàn
Đã có 49 bàn thắng ghi được trong 17 trận đấu, trung bình 2.88 bàn thắng mỗi trận đấu.
5 bàn thắng
- Meagen Gunemba
- Ramona Padio
- Jayda Stewart

3 bàn thắng
- Sofi Diyalowai
- Cema Nasau
- Monique Fischer

2 bàn thắng
- Luisa Tamanitoakula
- Jennifer Neporo
- Sarah Uregei
- Charlie Yanding
- Mary Maefiti
- Ileen Pegi
- Jazmine Loto'aniu

1 bàn thắng
- Lyric Davison
- Aliza Hussein
- Vanisha Kumar
- Jackie Pahoa
- Marie Kaipu
- Jemina David
- Almah Gogoni
- Tahia Tamarii
- Kiana Swift
- Daviana Vaka
- Vanessa Keletia

## Các giải thưởng
| Vô địch Cúp bóng đá nữ châu Đại Dương 2022 |
| ------------------------------------------ |
| · Papua New Guinea · Lần thứ nhất          |

| Giải thưởng              | Người chiến thắng                         |
| ------------------------ | ----------------------------------------- |
| Quả bóng vàng            | Cema Nasau                                |
| Chiếc giày vàng          | Meagen Gunemba Ramona Padio Jayda Stewart |
| Găng tay vàng            | Camille Andre                             |
| Đội đoạt giải phong cách | Samoa                                     |

## Những đội đủ điều kiện tham dự Giải vô địch bóng đá nữ thế giới 2023
Quyền đăng cai trực tiếp OFC duy nhất cho Giải vô địch bóng đá nữ thế giới 2023 được trao cho New Zealand, đội đủ điều kiện tự động với tư cách đồng chủ nhà.
| Đội bóng    | Ngày vượt qua vòng loại | Thành tích tại các Giải vô địch bóng đá nữ thế giới lần trước từng tham dự |
| ----------- | ----------------------- | -------------------------------------------------------------------------- |
| New Zealand | 25 tháng 6 năm 2020     | 5 (1991, 2007, 2011, 2015, 2019)                                           |

### Vòng play-off liên lục địa
Sẽ có một đội giành suất của Liên đoàn bóng đá châu Đại Dương.
| Đội bóng         | Ngày vượt qua vòng loại |
| ---------------- | ----------------------- |
| Papua New Guinea | 30 tháng 7 năm 2022     |